# Patoruzito (película de 2004)
Patoruzito es una película de animación argentina dirigida por José Luis Massa con guion de Axel Nacher, basada en las historietas de Patoruzito, de Dante Quinterno. Franco Bittolo y Alberto Grisolía estuvieron a cargo de la dirección de animación. Recibió el premio Cóndor de Plata en la categoría Mejor largometraje de animación en 2005.

## Argumento
En el antiguo Egipto, se descubrió un poder que venía a través de un medallón. Esta fuerza era tan poderosa que podía causar el fin del mundo, por lo que los más sabios le encomendaron su custodia al faraón Patoruzek I. Pero un día, un malvado hombre llamado Arotep se hizo con el medallón y causó destrucción en todo Egipto. Patoruzek lo confrontó y en el forcejeo, el medallón se partió en dos. Arotep escapó con una mitad mientras que Patoruzek y su pueblo se fueron de Egipto con la otra. Eventualmente, ellos llegaron a Argentina, donde los tehuelches nombraron a Patoruzek cacique.

## Reparto
- Lucila Gómez como Patoruzito
- Lionel Campoy como Isidorito
- Mariano Chiesa como Ferguson/Arotep
- Hernán Chiozza como Egolia
- Claudio Martínez Bel como Ñancul
- Noemí Morelli como La Chacha
- Florencia Otero como Malén